# گرکوشک
گرکوشک، روستایی از توابع استان فارس بخش سورنا شهرستان رستم در استان فارس ایران است.

## جمعیت
این روستا در دهستان پشتکوه رستم قرار دارد و براساس سرشماری مرکز آمار ایران در سال ۱۳۸۵، جمعیت آن ۲۱۸ نفر (۴۲خانوار) بوده‌است.